# 楠城一嘉
楠城 一嘉（なんじょう かずよし、1973年10月 - ）は、日本の地球科学者（地球科学・地震学・リスク共生学）。学位は博士（理学）（東北大学・2001年）。静岡県立大学グローバル地域センター特任准教授。ラテン文字表記ではKazuyoshi Z. Nanjoと表記されることもある。
スイス連邦地震局主任研究員、東京大学地震研究所特任助教、NKSJリスクマネジメント株式会社主任研究員、損保ジャパン日本興亜リスクマネジメント株式会社主任研究員、横浜国立大学先端科学高等研究院研究戦略企画マネージャーなどを歴任した。

## 来歴

### 生い立ち
1973年（昭和48年）10月に生まれた。国により設置・運営される静岡大学に進学し、理学部の地球科学科にて学んだ。1996年（平成8年）3月、静岡大学を卒業した。それに伴い、学士の学位を取得した。さらに、同じく国により設置・運営されている東北大学の大学院に進学し、理学研究科にて学んだ。1998年（平成10年）3月、東北大学の大学院における博士課程前期を修了した。それに伴い、修士の学位を取得した。博士課程後期在学中に「Collective Properties of Earthquakes and Active Faults」と題した博士論文を執筆した。2001年（平成13年）3月、博士課程後期を修了した。それに伴い、同年3月26日付で博士（理学）の学位を取得した。

### 地球科学者として
その後、スイス連邦に渡り、2006年（平成18年）より地震局にて主任研究員を務めた。なお、地震局は環境・運輸・エネルギー・通信省の傘下に位置づけられている政府機関であり、スイス連邦工科大学のチューリッヒ校に所在している。
日本に帰国してからは、同名の国立大学法人により設置・運営される東京大学に採用され、2008年（平成20年）より地震研究所の特任助教を務めた。なお、東京大学では留学生や外国人研究者のための宿泊施設として白金台ロッジを設置しているが、その主事を2011年（平成23年）から兼務することとなった。
2012年（平成24年）、NKSJリスクマネジメントに転じ、主任研究員に就任した。なお、NKSJリスクマネジメントは、2013年（平成25年）4月に損保ジャパン日本興亜リスクマネジメントに改組されているが、引き続き勤務した。
2014年（平成26年）、同名の国立大学法人により設置・運営される横浜国立大学に転じ、特任講師を務めた。同年より横浜国立大学の先端科学高等研究院にて、研究戦略企画マネージャーを兼務することとなった。併せて、同年より横浜国立大学の研究推進機構にて、URA・研究企画室の室員も兼務した。
2016年（平成28年）、県と同名の公立大学法人が設置・運営する静岡県立大学に転じ、グローバル地域センターの特任准教授となった。グローバル地域センターにおいては、地震予知部門の総括も兼務した。その傍ら、他の教育・研究機関の役職も兼任していた。たとえば、母校である静岡大学においては、2017年（平成29年）より防災総合センターの客員准教授を兼任していた。また、大学共同利用機関法人の一つである情報・システム研究機構が設置・運営する統計数理研究所においては、同年より外来研究員を兼任し、翌年からは客員准教授を兼任した。そのほか、静岡県石油コンビナート等防災アセスメント調査技術検討会においては、2016年（平成28年）から2017年（平成29年）にかけて委員を兼任した。また、文部科学省の施設等機関である科学技術・学術政策研究所においては、2018年（平成30年）から2021年（令和3年）にかけて科学技術予測センターの専門調査員を兼任した。

## 研究

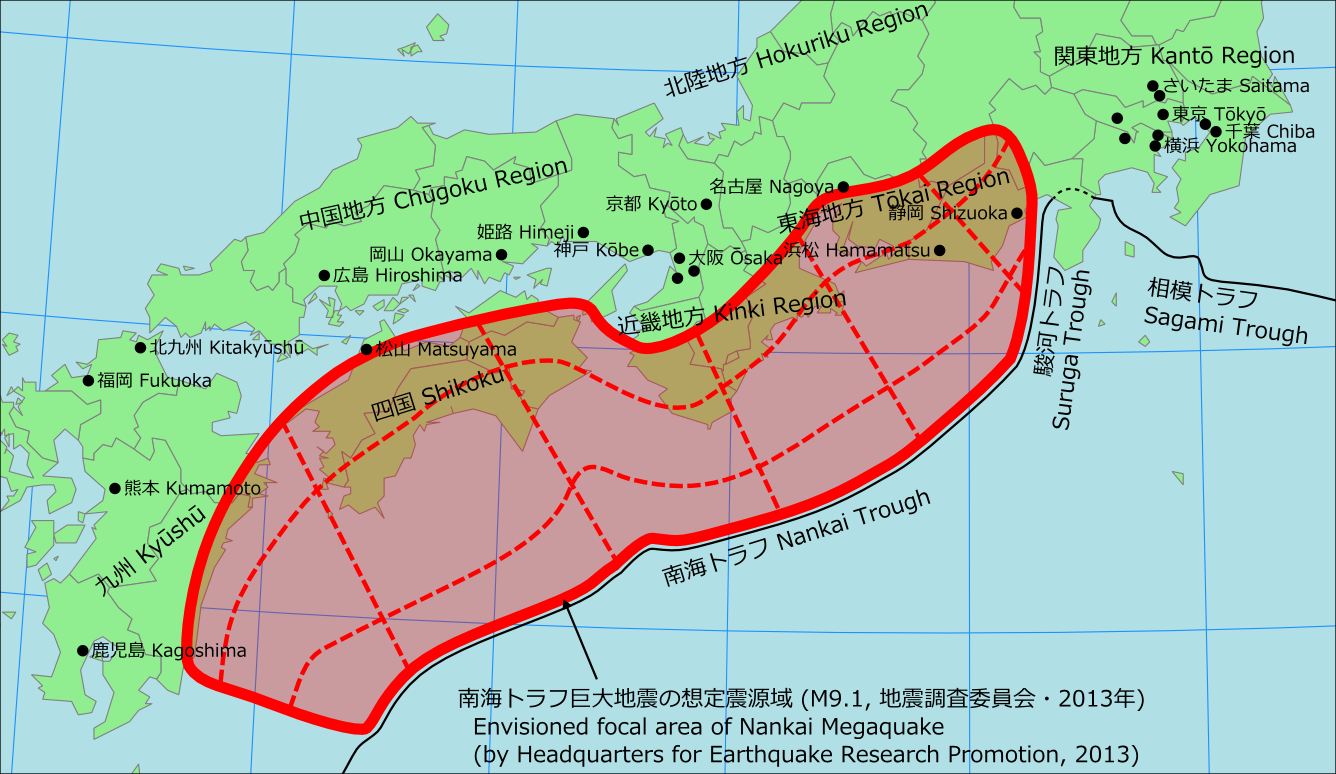
南海トラフ巨大地震の想定震源域（地震調査研究推進本部地震調査委員会、2013年）

専門は地球科学であり、地震学、リスク共生学といった分野を中心に研究していた。具体的には、地震予知を目指した研究を推進するとともに、科学的見地から火山や津波に対する防災について研究していた。また、リスク評価についての研究にも従事していた。兵庫県南部地震により引き起こされた阪神・淡路大震災や、東北地方太平洋沖地震により引き起こされた東日本大震災といった過去の災害の知見を踏まえたうえで、南海トラフ地震や富士山噴火から静岡県の県民の生命・財産を守ることを目指し、教育・研究や広報・啓発といった活動に取り組んでいた。研究成果については、論文として学術雑誌などで発表している。一例として、断層にかかる力の推定にb値が有効だと示唆する論文が『Nature Communications』に掲載された。
学術団体としては、日本地震学会、日本地震予知学会、防災学会、静岡県BCP研究会、などに所属していた。

## 略歴
- 1973年 - 誕生[1]。
- 1996年 - 静岡大学理学部卒業[2]。
- 1998年 - 東北大学大学院理学研究科博士課程前期修了[2]。
- 2001年 - 東北大学大学院理学研究科博士課程後期修了[2]。
- 2006年 - 地震局主任研究員[5]。
- 2008年 - 東京大学地震研究所特任助教[5]。
- 2011年 - 東京大学インターナショナル・ロッジ白金台ロッジ主事[5]。
- 2012年 - NKSJリスクマネジメント主任研究員[5]。
- 2013年 - 損保ジャパン日本興亜リスクマネジメント主任研究員。
- 2014年 - 横浜国立大学特任講師[5]。
- 2014年 - 横浜国立大学先端科学高等研究院研究戦略企画マネージャー[5]。
- 2014年 - 横浜国立大学研究推進機構URA・研究企画室室員[5]。
- 2016年 - 静岡県立大学グローバル地域センター特任准教授[5]。
- 2016年 - 静岡県立大学グローバル地域センター地震予知部門総括[5]。
- 2017年 - 静岡大学防災総合センター客員准教授[5]。
- 2017年 - 統計数理研究所外来研究員[5]。
- 2018年 - 統計数理研究所客員准教授[5]。

### 註釈
1. ↑  静岡大学は、のちに国から国立大学法人静岡大学に移管された。
2. ↑  東北大学は、のちに国から国立大学法人東北大学に移管された。
3. ↑  NKSJリスクマネジメント株式会社は、のちにSOMPOリスクマネジメント株式会社の源流の一つとなった。
4. ↑  損保ジャパン日本興亜リスクマネジメント株式会社は、のちにSOMPOリスクマネジメント株式会社の源流の一つとなった。